# Thâm nhập tình dục

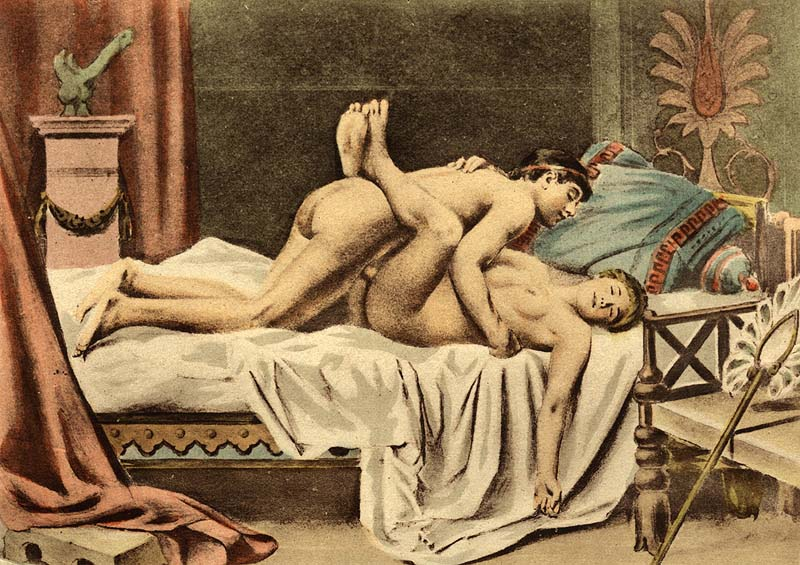
Sự xâm nhập tình dục xảy ra ở tư thế thông thường, được Édouard-Henri Avril vẽ minh họa

Xâm nhập tình dục là việc đưa một bộ phận cơ thể hoặc vật thể khác vào một lỗ trên cơ thể, chẳng hạn như âm đạo, hậu môn hoặc miệng, như một phần của hoạt động tình dục của con người hoặc hành vi tình dục của động vật.
Thuật ngữ này được sử dụng phổ biến nhất trong luật thời hiệu trong bối cảnh cấm các hoạt động tình dục nhất định. Các thuật ngữ như "quan hệ tình dục" hoặc "kiến thức xác thịt" thường được tìm thấy trong các đạo luật cũ, trong khi nhiều đạo luật hình sự hiện đại sử dụng thuật ngữ "thâm nhập tình dục" bởi vì nó là một thuật ngữ bao gồm (trừ khi đủ điều kiện) bất kỳ hình thức quan hệ tình dục xâm nhập nào, bao gồm kỹ thuật số (có nghĩa là với các chữ số, tức là các ngón tay) hoặc với một đối tượng và có thể chỉ liên quan đến sự thâm nhập tối thiểu nhất. Một số khu vực pháp lý đề cập đến một số hình thức thâm nhập là "hành vi không đứng đắn", hoặc thuật ngữ khác.

## Định nghĩa
Khi dương vật của người nam được đưa vào âm đạo của người nữ, nó thường được gọi là giao hợp âm đạo hoặc quan hệ tình dục. Khi dương vật xâm nhập vào hậu môn của người khác, nó được gọi là quan hệ tình dục qua đường hậu môn hoặc giao hợp qua đường hậu môn. Quan hệ tình dục bằng miệng thâm nhập có thể liên quan đến sự xâm nhập của dương vật vào miệng (bú liếm dương vật) hoặc sử dụng lưỡi để thâm nhập vào âm đạo hoặc âm hộ của phụ nữ (bú liếm âm hộ). Lưỡi cũng có thể xâm nhập vào hậu môn trong quá trình liếm hậu môn, đây là một hình thức quan hệ tình dục bằng miệng và hậu môn. Nếu một hoặc nhiều ngón tay được sử dụng để thâm nhập vào một âm hộ hay hậu môn, nó được gọi là quan hệ hoặc là kích thích bằng tay. Việc đưa một vật thể, chẳng hạn như dương vật giả, máy rung hoặc đồ chơi tình dục khác vào vùng sinh dục hoặc hậu môn của một người cũng có thể được coi là thâm nhập tình dục.